# Acer minor
Acer minor é uma espécie de árvore do gênero Acer, pertencente à família Aceraceae.